# John Michael Bishop
John Michael Bishop (York, Pennsylvania, 1936. február 22. –) amerikai immunológus és virológus. 1989-ben Harold Varmussal közösen elnyerte az orvostudományi Nobel-díjat annak felfedezéséért, hogy a vírusok tumort okozó onkogénjei eredetileg a gazdasejtből származnak.

## Pályafutása
Michael Bishop 1936. február 22-én született a pennsylvaniai Yorkban. Apja id. John Michael Bishop lutheránus lelkész, anyja Carrie Bishop (lánykori nevén Grey) volt. Vidéken nőtt fel, elemi iskolájának csak két osztályterme volt. Szüleinek köszönhetően korán érdeklődni kezdett a zene iránt, az iskolában pedig beléoltották a történelem szeretetét. A családorvosuk hatására azonban a középiskola után orvostudományt kezdett tanulni a Gettysburg College-ben. A BSc oklevél 1957-es megszerzése után tanulmányait a Harvard Egyetemen folytatta. Harmadévesen kezdte el kutatni az állati vírusokat Elmer Pfefferkorn laboratóriumában; a kutatómunka miatt évet is halasztott. 1962-ben kapta meg orvosi diplomáját és ezután két évig a Massachusetts General Hospitalban végezte klinikai gyakorlatát. 1964-től a National Institutes of Health (NIH) munkatársaként a poliovírus szaporodását tanulmányozta. 1967-68-ban egy évet Hamburgban töltött vendégkutatóként, majd korábbi NIH-es főnökét követve a San Franciscó-i Kaliforniai Egyetemen (University of California, San Francisco, UCSF) helyezkedett el.

## Retrovírusok és onkogének
San Franciscóban kezdetben korábbi poliovírusos munkáját folytatta, de hamarosan nekilátott, hogy megfejtse a retrovírusok (konkrétan a csirkéket megfertőző Rous-szarkómavírus) akkor még rejtélyes szaporodásmódját. Bár nem sokkal a munka kezdete után Howard Temin és David Baltimore bejelentette, hogy felfedezték a reverz transzkriptázt és a rejtély megoldódott, Bishop folytatta a retrovírusok kutatását, melyben 1970-ben csatlakozott hozzá az akkor doktorált Harold Varmus. Korábban már ismert volt, hogy a vírus tumort okozó tulajdonságáért egy src-nek elnevezett gén felelős, Bishop és Varmus bebizonyították, hogy a gén a csirke DNS-ében is megtalálható, ahol egy, az embrionális fejlődésben és sejtosztódásban szerepet játszó tirozin-kináz enzimet kódol. A vírus genomjába feltehetően rekombináció révén került és egy mutáció révén kontrollálatlan sejtosztódásra késztette a megfertőzött sejteket. A későbbiekben a kutatópáros más onkogének eredetét is felkutatta és felfedezésükkel fényt derítettek a tumorok (nem feltétlenül virális) genetikai hátterére.   

## Elismerései
J. Michel Bishopot 1972-ben az UCSF mikrobiológiaprofesszorává, 1982-ben pedig biokémiaprofesszorává nevezték ki. 1989-ben Harold Varmussal közösen orvostudományi Nobel-díjban részesültek "a retrovirális onkogének sejtes eredetének felfedezéséért". Megkapta az orvostudományi alapkutatásért járó Albert Lasker-díjat, a General Motors Rákkutató Alapítványának Alfred P. Sloan-díját és számos egyéb díjat (többségüket Varmus-szal közösen). 1998-2009 között ő volt az UCSF kancellárja. 2003-ban Nemzeti Tudományos Éremmel tüntették ki.

## Családja
J. Michael Bishop még a főiskolán ismerkedett meg leendő feleségével, Kathryn Ione Putmannal. Két fiuk született, Dylan Michael Dwight Bishop (fizikus) és Eliot John Putman Bishop (építész). Bishop fivére, Stephen is a fizikusi pályát választotta, nővére, Catharine pedig általános iskolai tanár. Bishop gyerekkora óta zenerajongó – állítása szerint ha újjászületne, vonósnégyesben játszana – és könyvbarát (a sci-fi és a krimik kivételével).